# Emile De Beukelaer

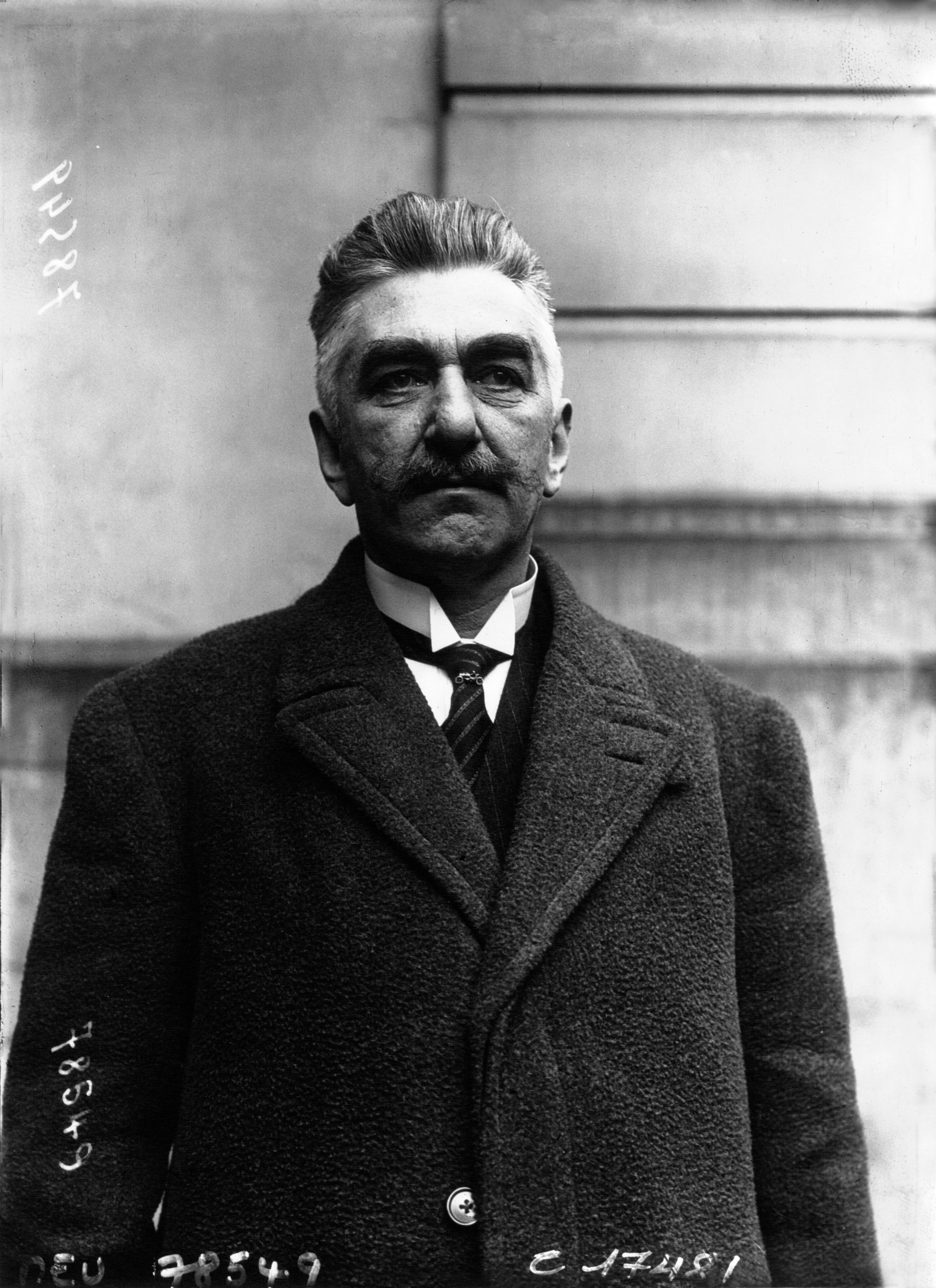
De Beukelaer in 1920

Jacobus Emilius (Emile) De Beukelaer (Antwerpen, 27 mei 1867 - aldaar, 23 januari 1922) was een Belgisch wielrenner, sportbestuurder en ondernemer. Hij was de medestichter en de eerste voorzitter van de Internationale Wielerunie (UCI) van 1900 tot aan zijn dood.

## Levensloop

### Afkomst
Emile De Beukelaer was de zoon van François-Xavier De Beukelaar (1838-1917), die in 1863 begon met het bereiden van de kruidenlikeur Elixir d'Anvers en hiervoor de likeurstokerij FX De Beukelaer oprichtte. De familie was lid van de gegoede liberale burgerij van Antwerpen.

### De Beukelaer als wielrenner
In augustus 1882 werd De Beukelaer lid van de Antwerp Bicycle Club, die enkele maanden daarvoor door een aantal jongeren uit de liberale burgerij was opgericht. Hij ontpopte zich al vlug als de beste wielrenner van de club, voornamelijk door zijn lange, slanke gestalte die een voordeel vormde op de hoge bi. De club kon op de terreinen waar de wereldtentoonstelling van 1885 had plaatsgevonden een velodroom aanleggen waarop De Beukelaer kon trainen.
Hij werd in 1885 en 1886 Belgisch kampioen wielrennen bij de amateurs en veroverde in de daaropvolgende jaren nog enkele Belgische titels op de baan. In 1889, De Beukelaer was toen 22 jaar, stopte hij al met de sport en ging meehelpen in de onderneming van zijn vader, die politieke aspiraties koesterde.
Datzelfde jaar kocht De Beukelaer zijn eerste auto. Hij werd lid van de Automobile Club Anversois en reed met zijn wagen enkele autorally's.

### De Beukelaer als sportbestuurder
De Beukelaer werd in 1890 voorzitter van het sportcomité van de Belgische Wielrijdersbond die in 1882 was opgericht. In 1893 werd hij eveneens voorzitter van de Antwerp Bicycle Club en was de promotor van de bouw van de tweede Antwerpse velodroom, die in Zurenborg werd gebouwd. Hij was verantwoordelijke van de wielerbaan tot in 1902. Met het oog op de Wereldtentoonstelling en het wereldkampioenschap wielrennen die beide in 1894 in Antwerpen werden gehouden, zetelde De Beukelaer in de respectievelijke organisatiecomités. Later zat hij nog in de organisatiecomités van het wereldkampioenschap baanwielrennen die in 1905 op de Zurenborgvelodroom werden ingericht en in het wielercomité van de Olympische Zomerspelen 1920 van Antwerpen.
Ook de autosport liet hij niet los: in 1898 werd De Beukelaar voorzitter van de Commission Auto-Aérienne van de in 1896 opgerichte Royal Automobile Club Belgium.

### De Beukelaer als UCI-voorzitter
Begin 1900 was de in 1892 opgerichte International Cycling Association uit elkaar gevallen omwille van feit dat de Angelsaksische landen, die in de meerderheid waren, niet wilden weten van het wielrennen als beroepssport. Onder impuls van Frankrijk kwamen op 14 april 1900 de afgevaardigden van de Italiaanse, Franse, Belgische, Zwitserse en Amerikaanse wielerbonden samen in Parijs. Op de bijeenkomst werd de UCI opgericht, de nieuwe vereniging die de internationale organisatie van de wielersport verder ging uitwerken.
Emile De Beukelaer werd verkozen tot voorzitter van de UCI. De Beukelaer slaagde erin om zijn ideeën in verband met de professionalisering van de sport door te drukken en bleef in functie tot aan zijn dood. In een studie die 40 jaar na zijn dood verscheen werd hij de voorzitter-dictator genoemd.

### De Beukelaer in de familiale likeurstokerij
Nadat De Beukelaer vanaf 1889 in de ouderlijke onderneming was komen meehelpen, werden hij vanaf 1909, samen met zijn broer Louis-Xavier, mee betrokken in de leiding van de stokerij. In 1913 werd een nieuw magazijn gebouwd en bij de aanvang van de Eerste Wereldoorlog trokken zijn ouders zich terug uit de zaak wegens hun hoge leeftijd. De algemene leiding kwam toen in handen van Emile en zijn broer.

### Vroegtijdige dood
De Beukelaer stierf in 1922 op 55-jarige leeftijd aan de gevolgen van griep. In de familiale stokerij werd de leiding verdergezet door zijn broer samen met een neef en bij de UCI werd hij opgevolgd door de Fransman Léon Breton.